# Further Explorations
| Recensione | Giudizio |
| ---------- | -------- |
| AllMusic   | [ 1 ]    |

Further Explorations (titolo completo: Further Explorations by the Horace Silver Quintet) è un album discografico a nome della Horace Silver Quintet, pubblicato dalla casa discografica Blue Note Records nel maggio del 1958.

## Tracce

### LP
Lato A
1. The Outlaw – 6:05 (Horace Silver)
2. Melancholy Mood – 6:32 (Horace Silver)
3. Pyramid – 6:36 (Horace Silver)

Lato B
1. Moon Rays – 10:53 (Horace Silver)
2. Safari – 5:08 (Horace Silver)
3. Ill Wind – 6:54 (Ted Koehler, Harold Arlen)

## Musicisti
- Horace Silver - pianoforte
- Clifford Jordan - sassofono tenore (eccetto nel brano: Melancholy Mood)
- Art Farmer - tromba (eccetto nel brano: Melancholy Mood)
- Teddy Kotick - contrabbasso
- Louis Hayes - batteria[3]

Note aggiuntive
- Alfred Lion - produttore
- Registrato il 13 gennaio 1958 al Rudy Van Gelder Studio di Hackensack, New Jersey
- Rudy Van Gelder - ingegnere delle registrazioni
- Francis Wolff - fotografia copertina album
- Reid Miles - design copertina album[4] [5]